# جاش بریزل
جاش بریزل (انگلیسی: Josh Brizell؛ زادهٔ ۱۵ اکتبر ۱۹۹۱) بازیکن فوتبال اهل بریتانیا است.
از باشگاه‌هایی که در آن بازی کرده‌است می‌توان به باشگاه فوتبال گلوسوپ نورث اند، باشگاه فوتبال اوست تاون، باشگاه فوتبال هاید، باشگاه فوتبال روچدیل، و باشگاه فوتبال تلفورد یونایتد اشاره کرد.